# Phân tích hình học
Phân tích hình học (hay còn được gọi là giải tích hình học) là một nguyên lý toán học tại giao diện giữa hình học vi phân và các phương trình vi phân. Nó bao gồm cách sử dụng các phương thức hình học trong nghiên cứu phương trình vi phân riêng phần (nhánh nghiên cứu này còn được gọi là phương trình vi phân riêng phần hình học), và các ứng dụng của lý thuyết các phương trình vi phân vào hình học. Phân tích hình học bao gồm các vấn đề không những liên quan đến đường cong và bề mặt, hay vùng với biên cong, mà còn nghiên cứu đa tạp Riemann với số chiều tùy ý.